# Pheleuscelus fuscus
Pheleuscelus fuscus is een keversoort uit de familie bladrolkevers (Attelabidae). De wetenschappelijke naam van de soort werd in 1928 gepubliceerd door Eduard Voss.